# Флоресвилл
Флоресвилл (англ. Floresville) — город в США, расположенный в центральной части штата Техас, административный центр округа Уилсон. По данным переписи за 2010 год число жителей составляло 6448 человек, по оценке Бюро переписи США в 2018 году в городе проживало 7377 человек.

## История
Одним из первых жителей в регионе стал переселенец с Канарских островов Дон Франциско Флорес де Абрего, основавший в XVIII веке ранчо в 10 километрах к северо-западу от нынешнего города. К 1833 году поселение состояло из дома Флореса, часовни и кладбища. Поселение называлось Лоди и служило административным центром округа Уилсон с 1867 по 1873 год. В 1867 году был основан Флоресвилл, названный в честь семьи Флоресов. В 1872 году в городе открылось почтовое отделение. В ноябре 1873 года жители округа проголосовали за перенос административного центра в Флоресвилл. В 1870-х годах академия Флоресвилла предлагала получить образование разного уровня. В 1883 году железнодорожная компания San Antonio and Aransas Pass Railway объявила о планах провести железную дорогу через город, и эти новости привели к росту города. К 1885 году в городе работали две гостиницы, несколько магазинов, две паровые хлопкоочистительные машины, выходила еженедельная газета Chronicle.
В 1890 году город получил устав. Началось формирование местных органов власти. В начале XX века город продолжал процветать благодаря скотоводству и выращиванию хлопка, к 1910 году в Флоресвилле работало два банка. Одним из основных продуктов сельского хозяйства стал арахис. Город получил прозвище «Арахисовая столица Техаса». Флоресвилл является торговым центром для производителей арахиса и зерновых культур, а также скотоводов.

## География
Флоресвилл находится в центральной части округа, его координаты: 29°08′20″ с. ш. 98°09′46″ з. д..
Согласно данным бюро переписи США, площадь города составляет около 16,1 км2, из которых 16 км2 тью занятых сушей.

### Климат
Согласно классификации климатов Кёппена, во Флоресвилле преобладает влажный субтропический климат (Cfa).
| Показатель                    | Янв. | Фев.  | Март | Апр. | Май  | Июнь | Июль | Авг. | Сен. | Окт. | Нояб. | Дек.  | Год  |
| ----------------------------- | ---- | ----- | ---- | ---- | ---- | ---- | ---- | ---- | ---- | ---- | ----- | ----- | ---- |
| Абсолютный максимум, °C       | 32,8 | 37,2  | 38,3 | 37,8 | 42,8 | 42,8 | 41,7 | 43,3 | 43,9 | 37,2 | 35    | 31,7  | 43,9 |
| Средний суточный максимум, °C | 18,1 | 20,1  | 24,1 | 27,8 | 31   | 34,1 | 35,7 | 36   | 33,1 | 29   | 23,8  | 19,2  | 27,7 |
| Средняя температура, °C       | 10,8 | 12,8  | 16,9 | 21,1 | 24,8 | 27,8 | 29,2 | 29,3 | 26,5 | 21,7 | 16,5  | 11,8  | 20,8 |
| Средний суточный минимум, °C  | 3,4  | 5,3   | 9,7  | 14,2 | 18,7 | 21,6 | 22,8 | 22,5 | 19,9 | 14,3 | 9,1   | 4,3   | 13,8 |
| Абсолютный минимум, °C        | −15  | −12,2 | −8,9 | −1,1 | 2,8  | 7,8  | 16,7 | 13,3 | 6,1  | −3,3 | −6,7  | −13,9 | −15  |
| Норма осадков, мм             | 43   | 47    | 42   | 66   | 87   | 77   | 52   | 57   | 83   | 69   | 50    | 42    | 715  |
| Источник: weatherbase.com     |      |       |      |      |      |      |      |      |      |      |       |       |      |

## Население
Согласно переписи населения 2010 года в городе проживало 6448 человек, было 2088 домохозяйств и 1559 семей. Расовый состав города: 85,6 % — белые, 1,6 % — афроамериканцы, 0,7 % — коренные жители США, 0,2 % — азиаты, 0 % — жители Гавайев или Океании, 9 % — другие расы, 2,9 % — две и более расы. Число испаноязычных жителей любых рас составило 65,1 %.
Из 2088 домохозяйств, в 42,6 % живут дети младше 18 лет. 48,8 % домохозяйств представляли собой совместно проживающие супружеские пары (22,1 % с детьми младше 18 лет), в 19,6 % домохозяйств женщины проживали без мужей, в 6,3 % домохозяйств мужчины проживали без жён, 25,3 % домохозяйств не являлись семьями. В 21,7 % домохозяйств проживал только один человек, 9,6 % составляли одинокие пожилые люди (старше 65 лет). Средний размер домохозяйства составлял 2,89 человека. Средний размер семьи — 3,36 человека.
Население города по возрастному диапазону распределилось следующим образом: 30,8 % — жители младше 20 лет, 23,6 % находятся в возрасте от 20 до 39, 29,1 % — от 40 до 64, 16,7 % — 65 лет и старше. Средний возраст составляет 36,2 года.
Согласно данным пятилетнего опроса 2018 года, медианный доход домохозяйства во Флоресвилле составляет 55 730 долларов США в год, медианный доход семьи — 57 153 доллара. Доход на душу населения в городе составляет 22 451 доллар. Около 13 % семей и 14,2 % населения находятся за чертой бедности. В том числе 12,3 % в возрасте до 18 лет и 13,1 % старше 65 лет.

## Местное управление
Управление городом осуществляется мэром и городским советом, состоящим из пяти человек. Члены городского совета и мэр избираются сроком на два года. Городской совет выбирает из своего состава заместителя мэра.
Другими важными должностями, на которые происходит наём сотрудников, являются:
- Сити-менеджер
- Шеф полиции
- Городской секретарь
- Муниципальный судья
- Городской юрист

## Инфраструктура и транспорт
Основными автомагистралями, проходящими через Флоресвилл, являются:
- автомагистраль 181 США идёт с северо-запада от Сан-Антонио на юго-восток к Карнс-Сити.
- автомагистраль 97 Техаса идёт с северо-востока от Гонзалеса на юго-запад к Джердантону.

Ближайшим аэропортом, выполняющим коммерческие рейсы, является международный аэропорт Сан-Антонио. Аэропорт находится примерно в 60 километрах к северо-западу от Флоресвилла.

## Образование
Город обслуживается независимым школьным округом Флоресвилл.

## Экономика
Согласно финансовому отчёту города за 2016—2017 финансовый год, Флоресвилл владел активами на $27,86 млн, долговые обязательства города составляли $21,5 млн. Доходы города составили $10,94 млн, расходы города — $8,93 млн .

## Отдых и развлечения
С 1938 года во Флоресвилле проводится ежегодный фестиваль арахиса, привлекающий до 15 000 человек.

## Город в популярной культуре
- Некоторые части фильма 1974 года «Шугарлендский экспресс» режиссёра Стивена Спилберга снимались во Флоресвилле. В картине город называется Родриго.
- Фильм 1980 года «Большая драка» с Джеки Чаном в главной роли частично снимался в центре города.
- Съёмки фильм «Великий Уолдо Пеппер» с Робертом Редфордом в главной роли также проходили в пригороде Флоресвилла.

## Галерея

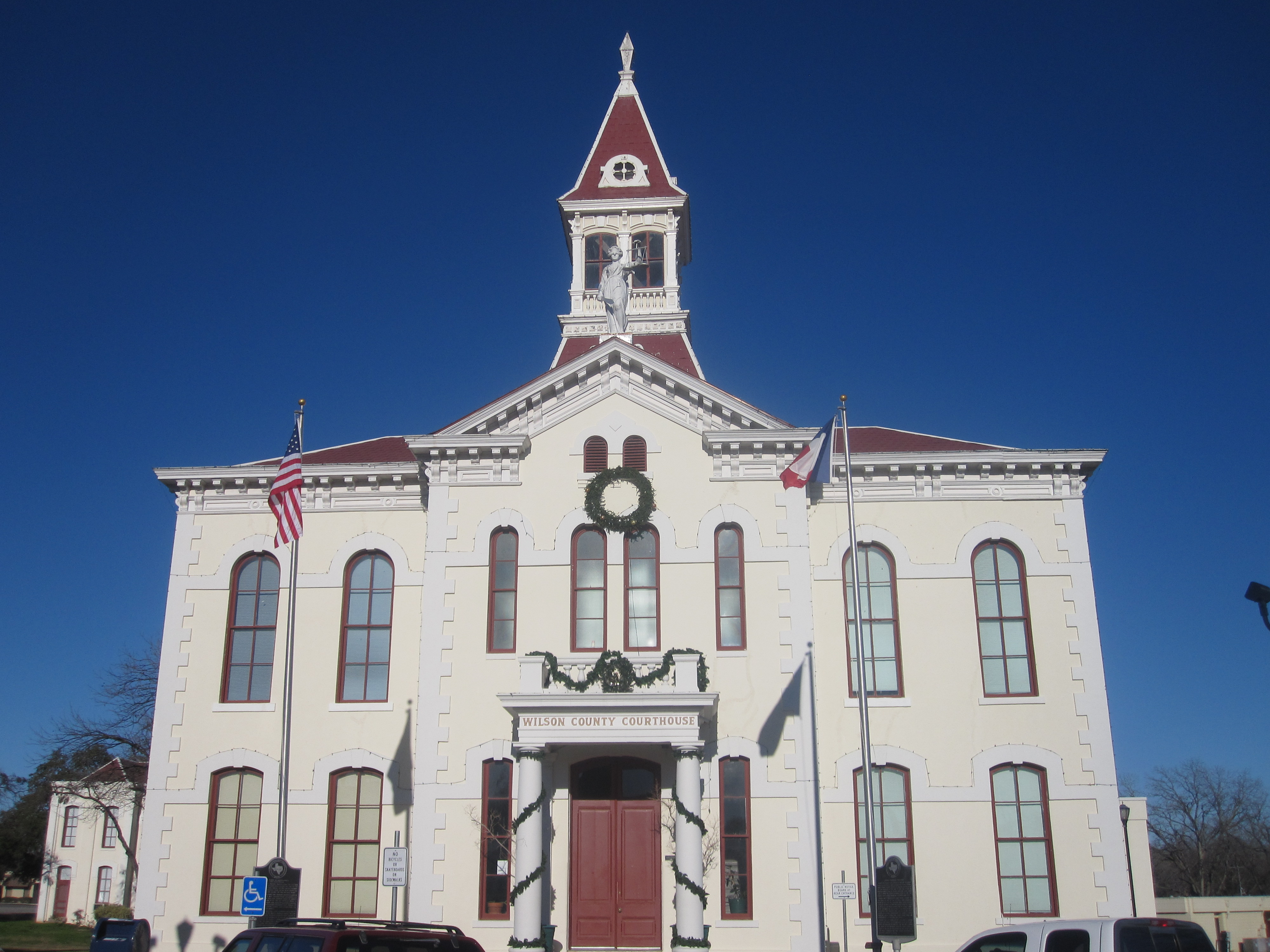
Украшенное к рождеству здание суда округа Уилсон.
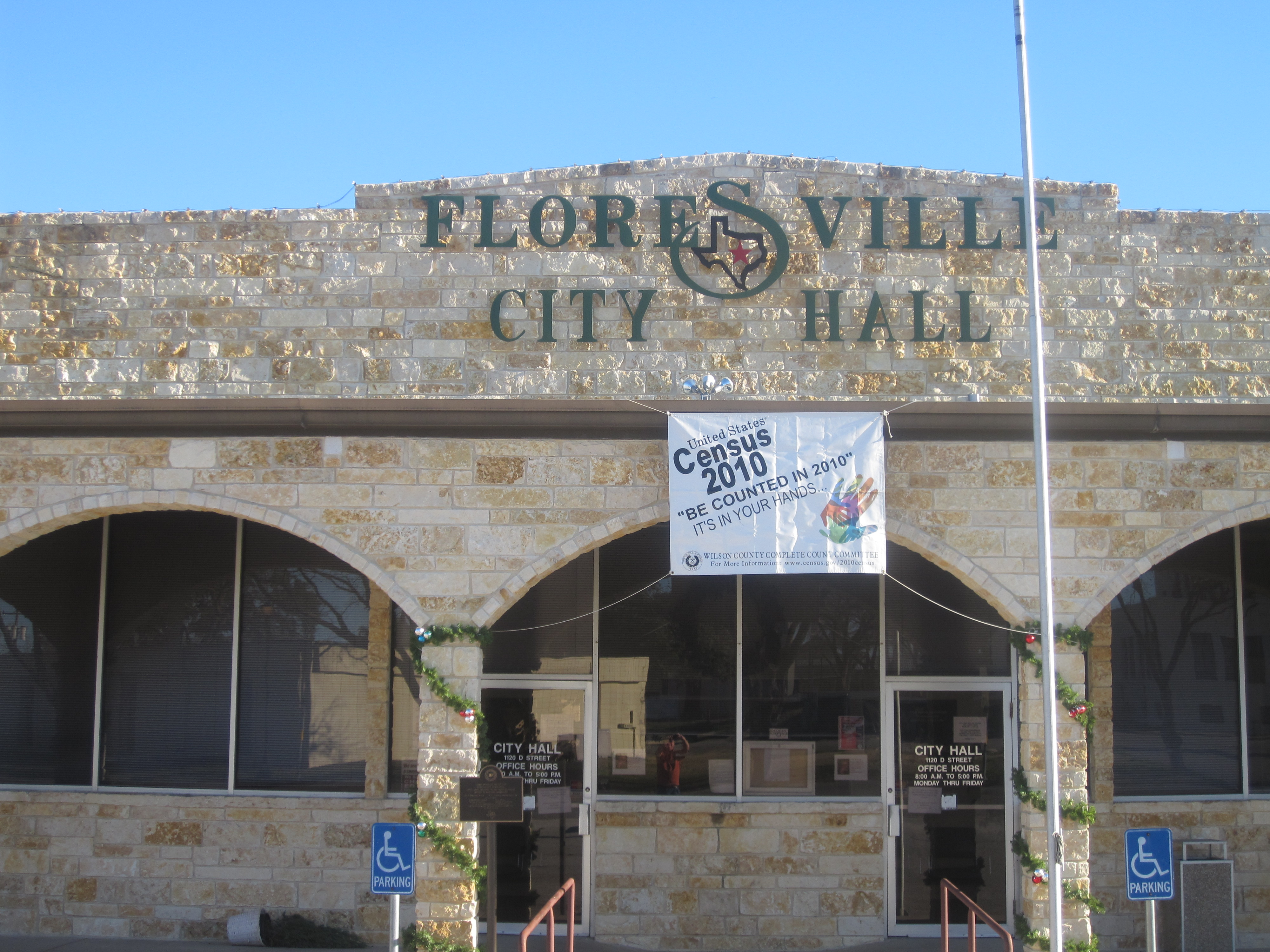
Городская ратуша Флоресвилла.
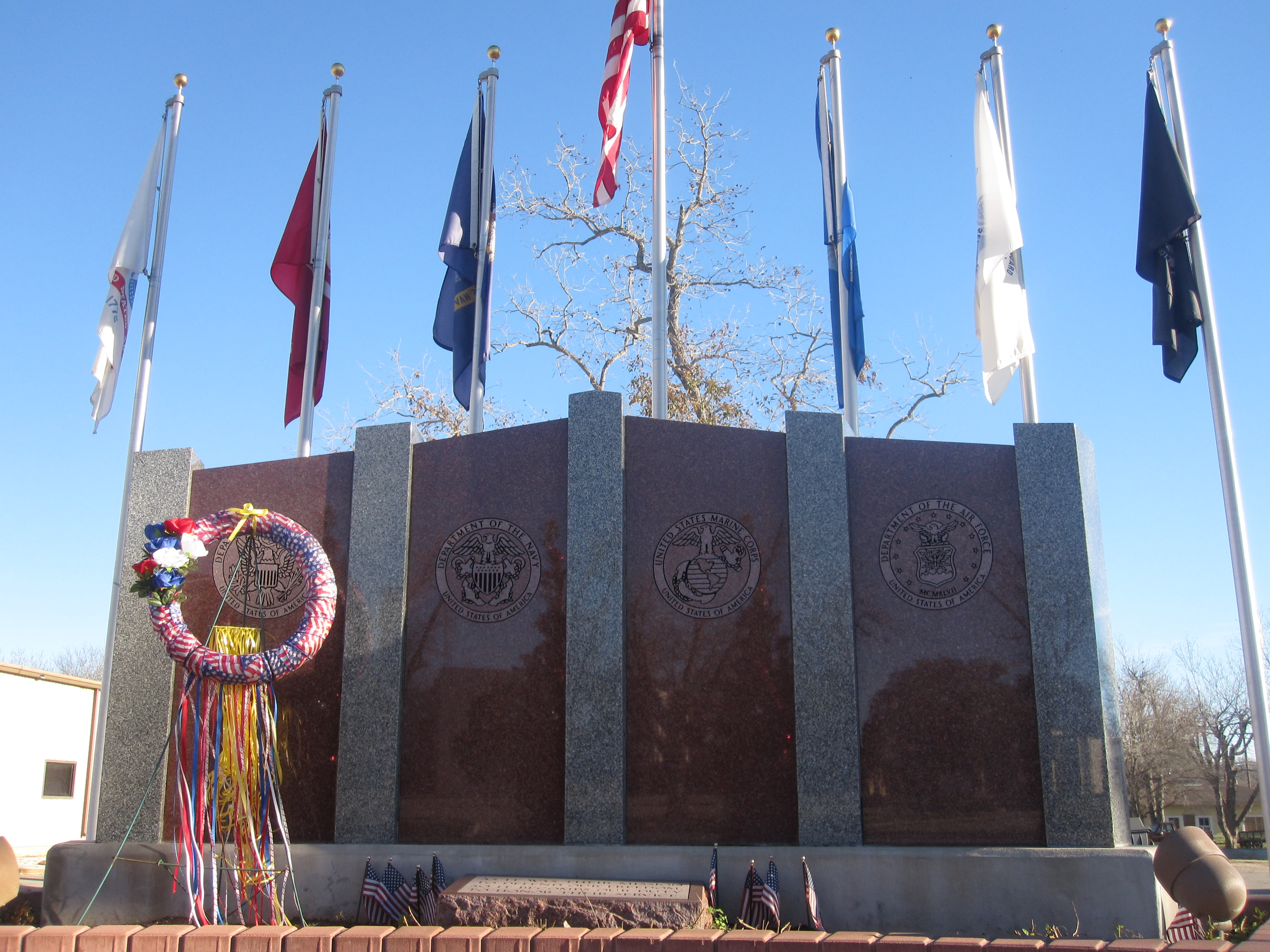
Монумент памяти ветеранов в городе, возведённый 11 ноября 2004 года.
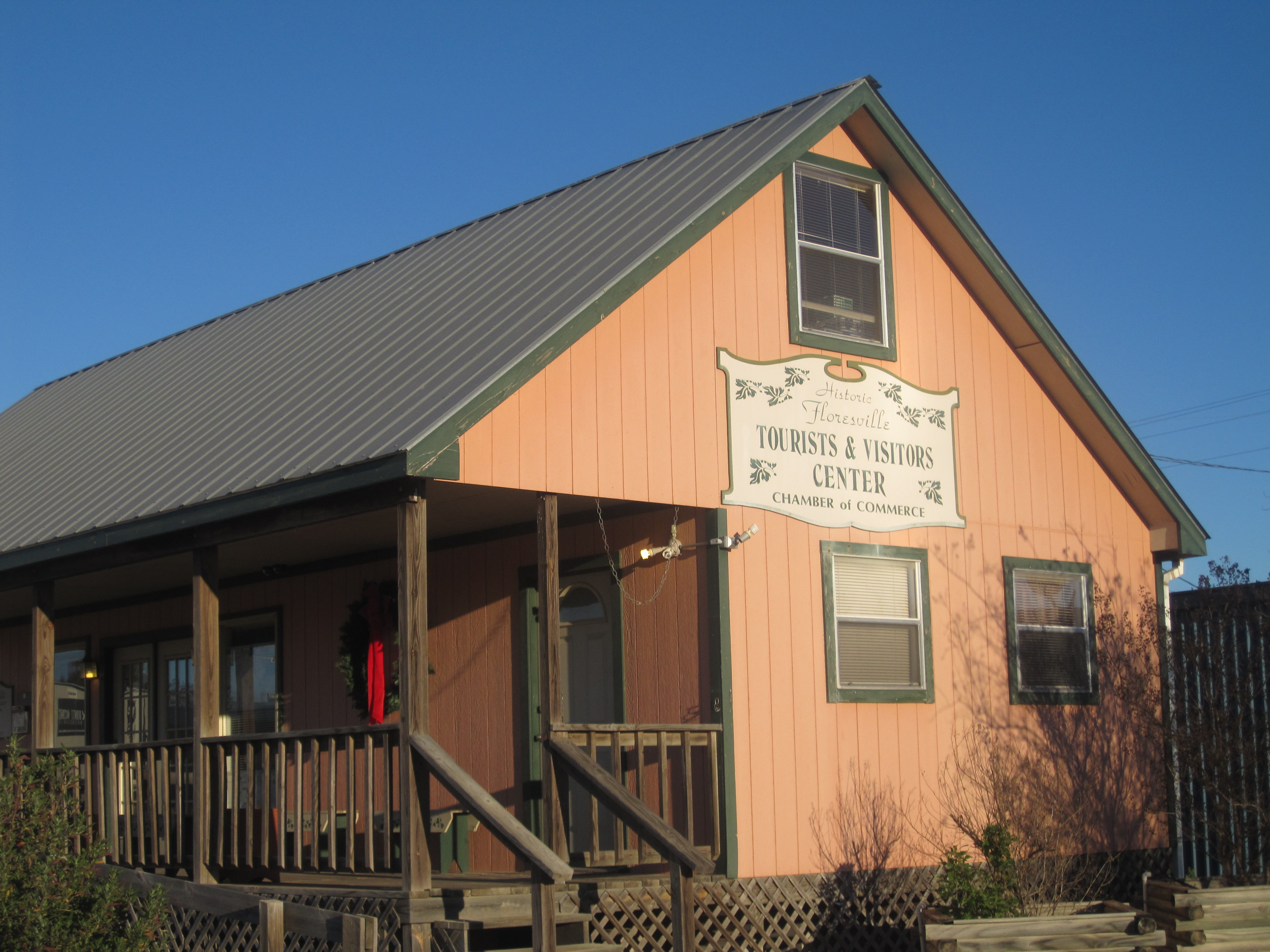
Информационный центр для туристов Флоресвилла.
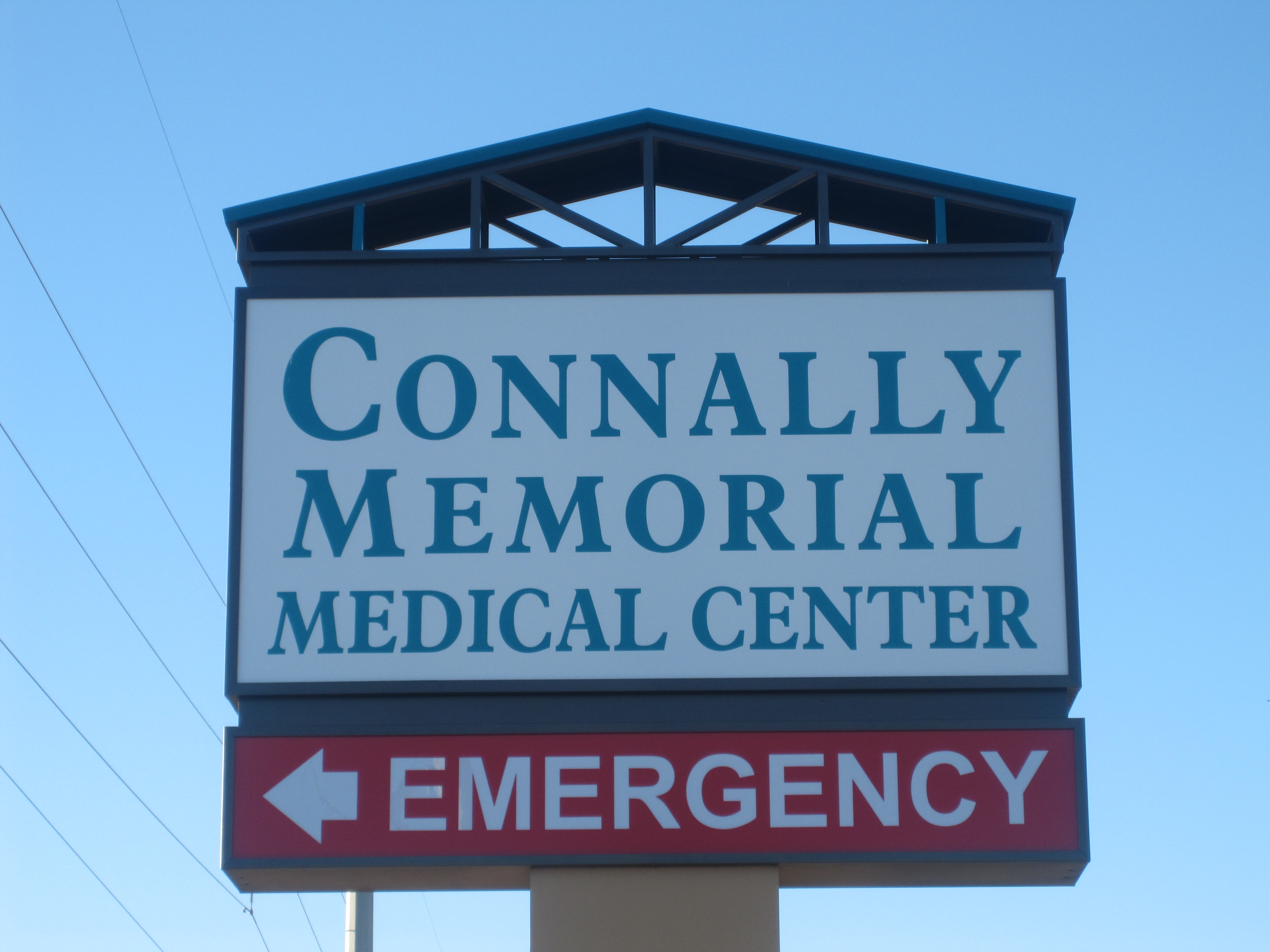
Медицинский центр Connally Memorial Medical Center, названный в честь братьев Джона, Уэйна и Мерилла.
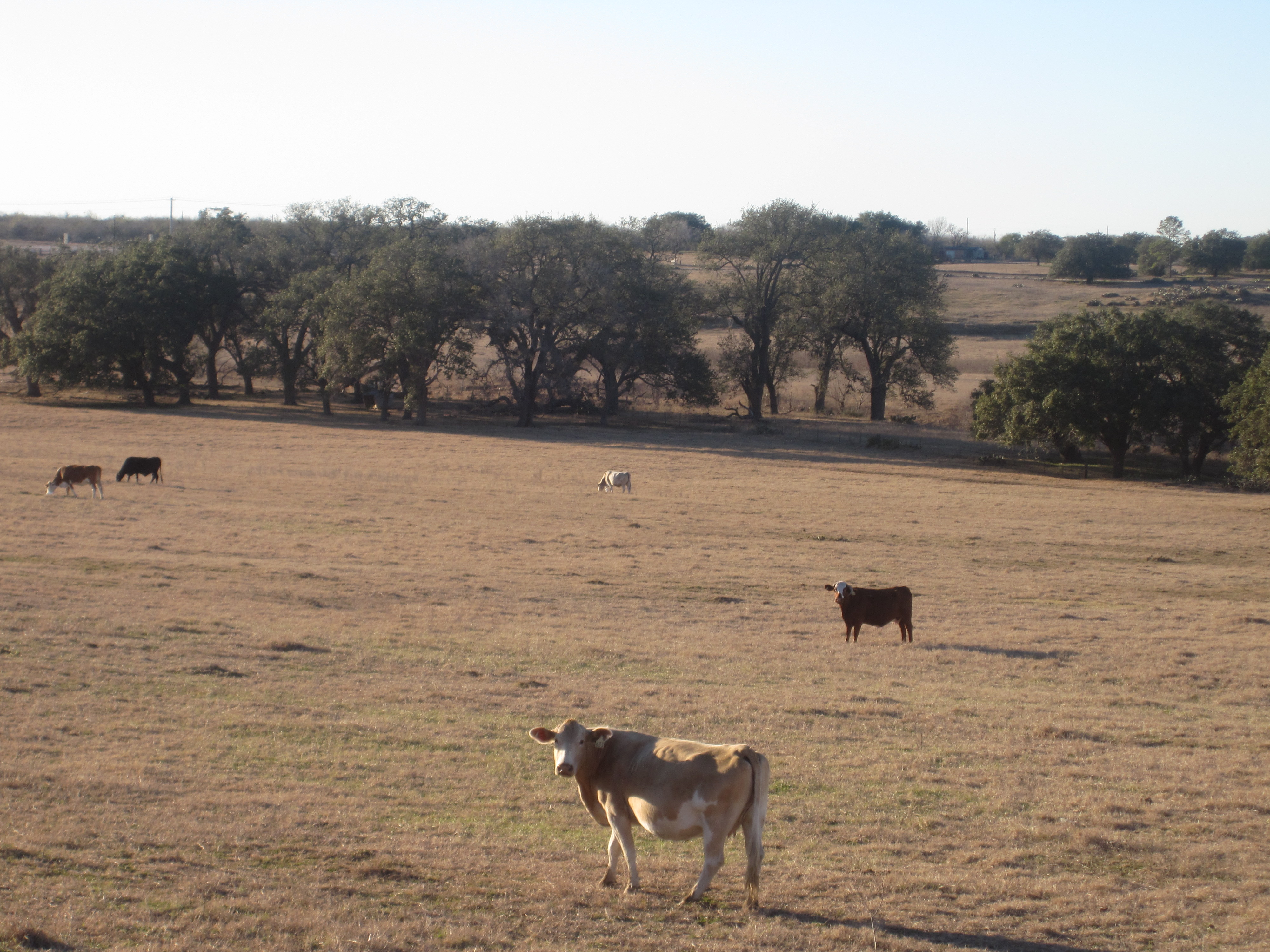
Пастбище рядом с медицинским центром.
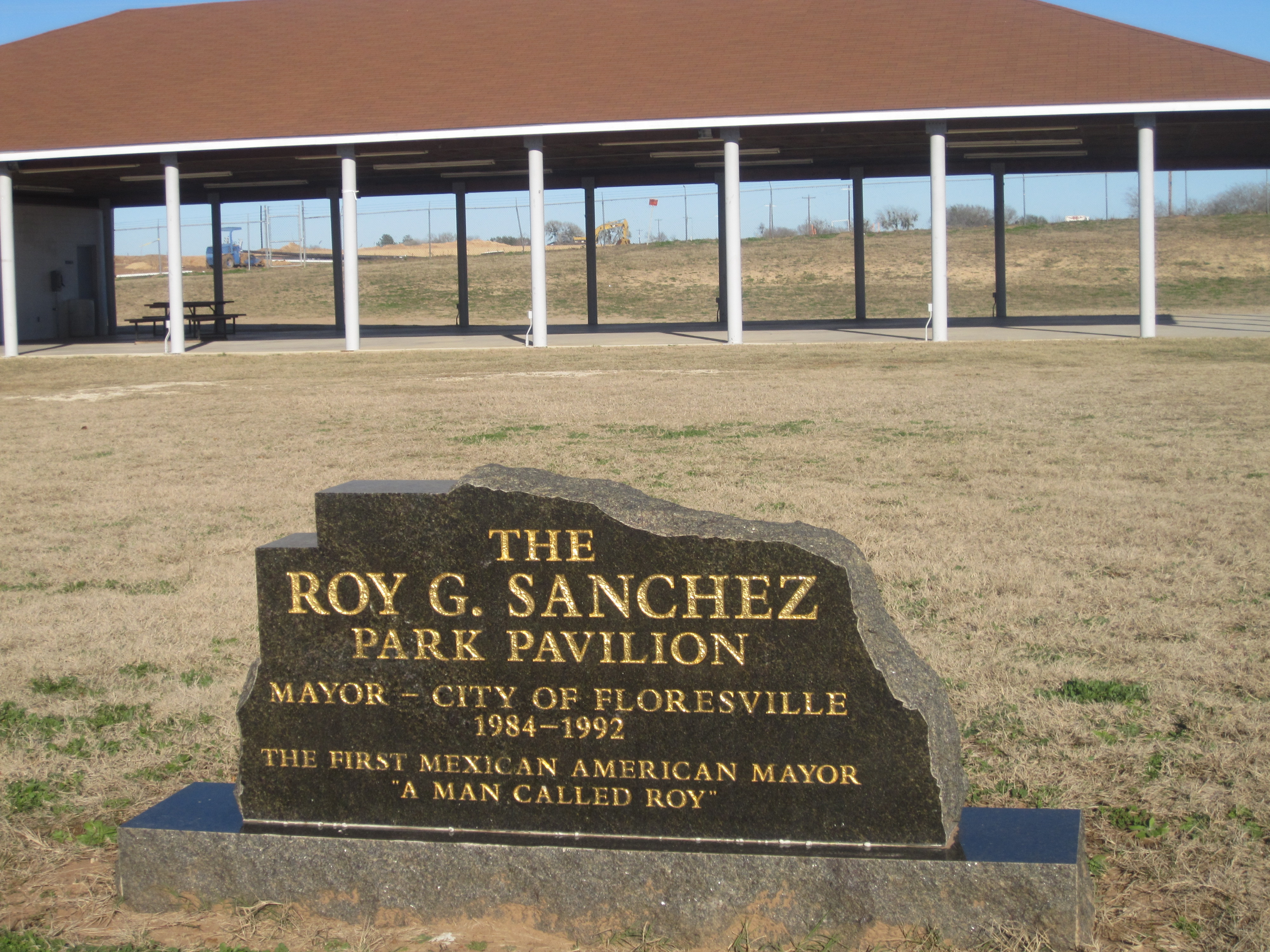
Павильон Роя Санчеса в парке Floresville River Park названный в честь первого мэра мексиканского происхождения, управлявшего городом в 1984-1992 годы.
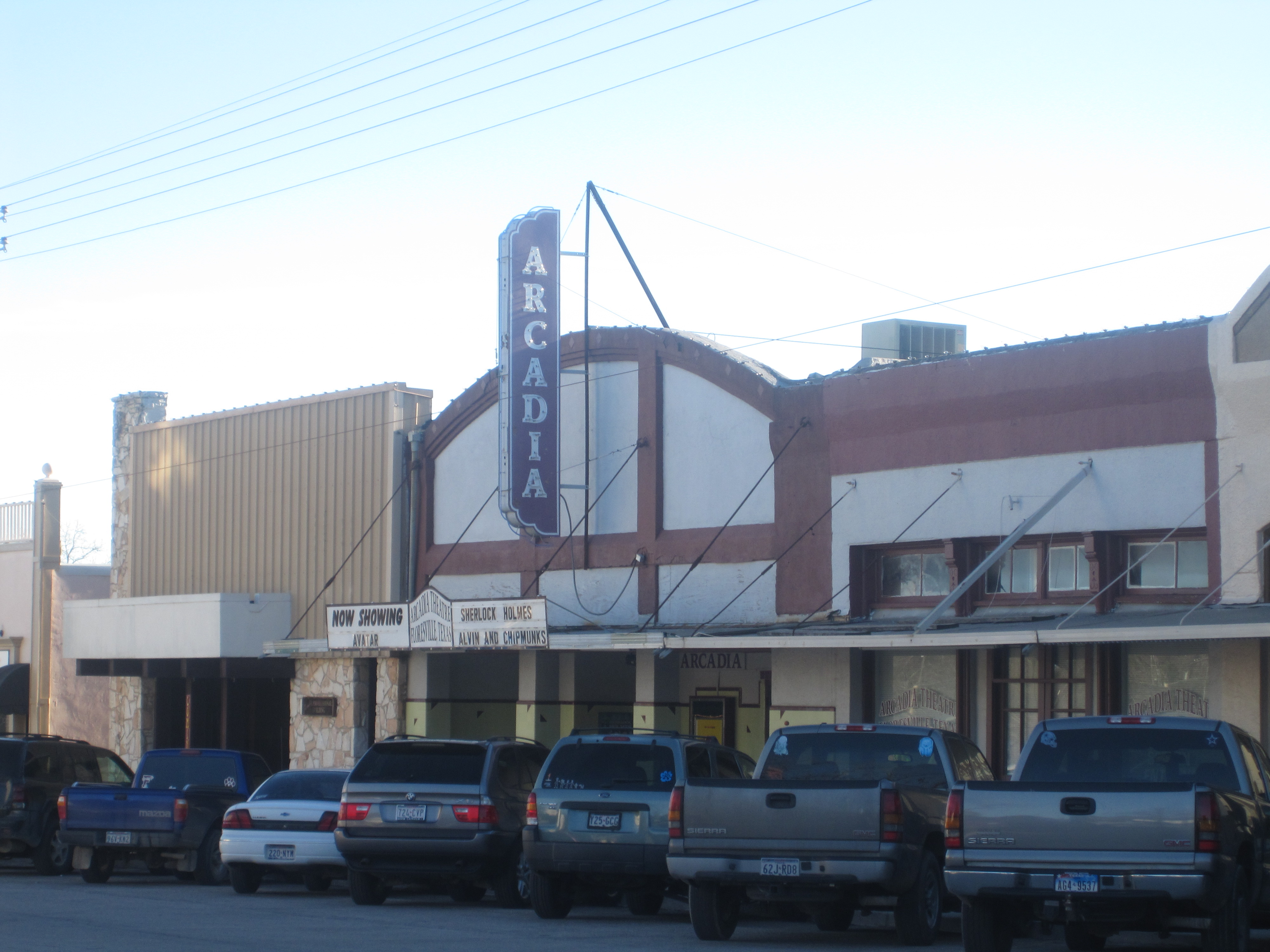
Кинотеатр Флоресвилла Arcadia Theater.
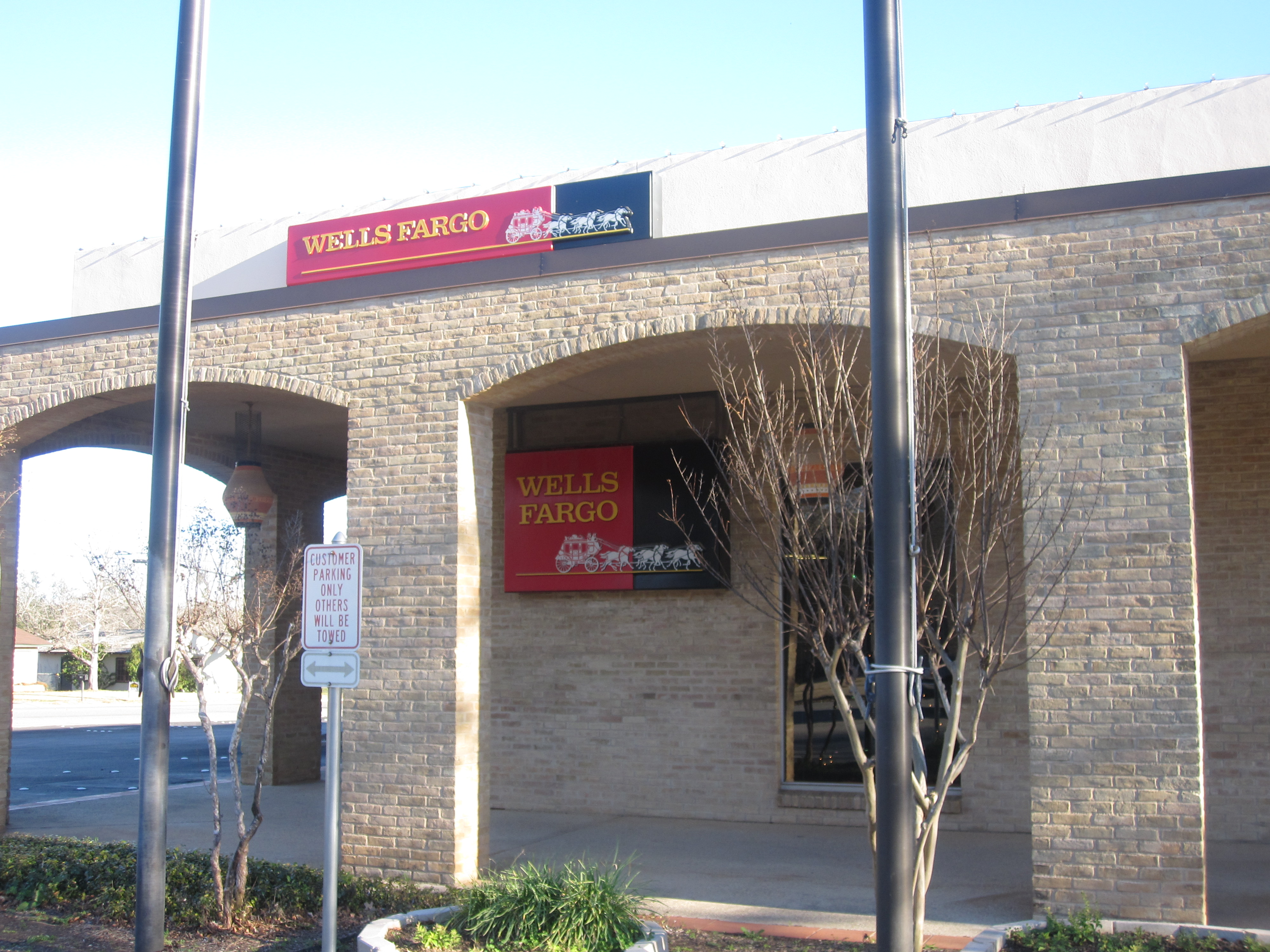
Отделение банка Wells Fargo.
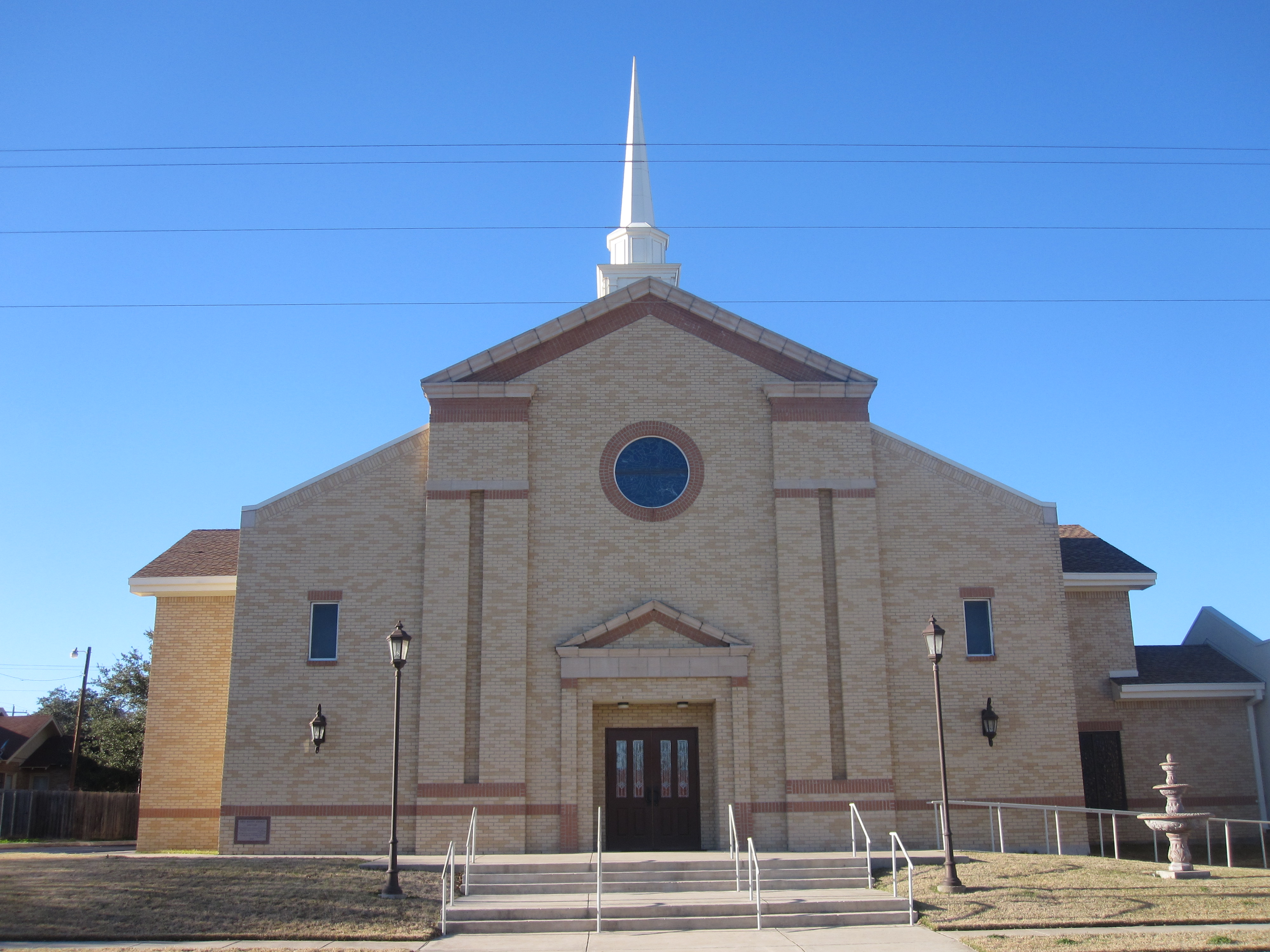
Первая баптистская церковь Флоресвилла.
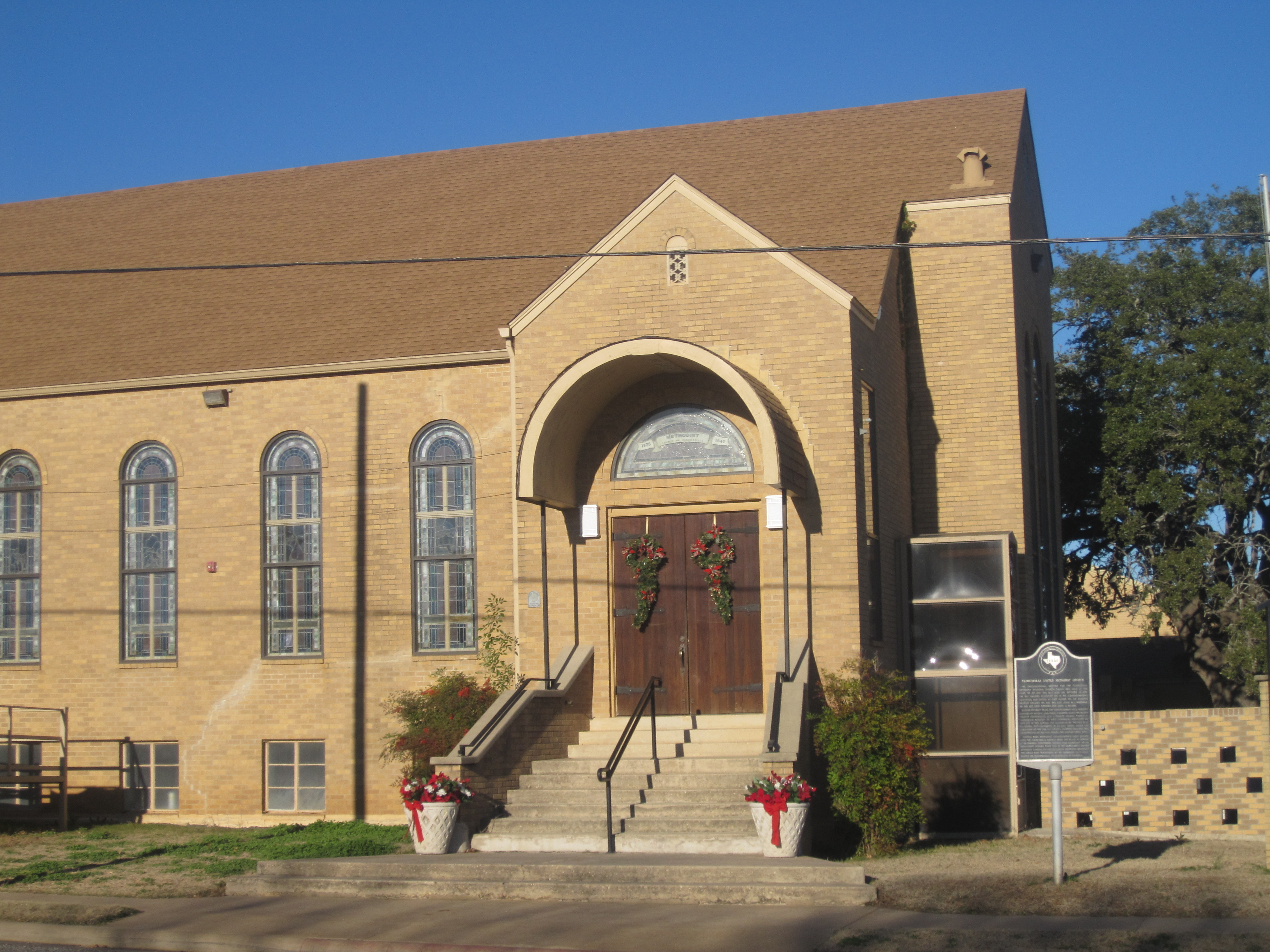
Первая методистская церковь.
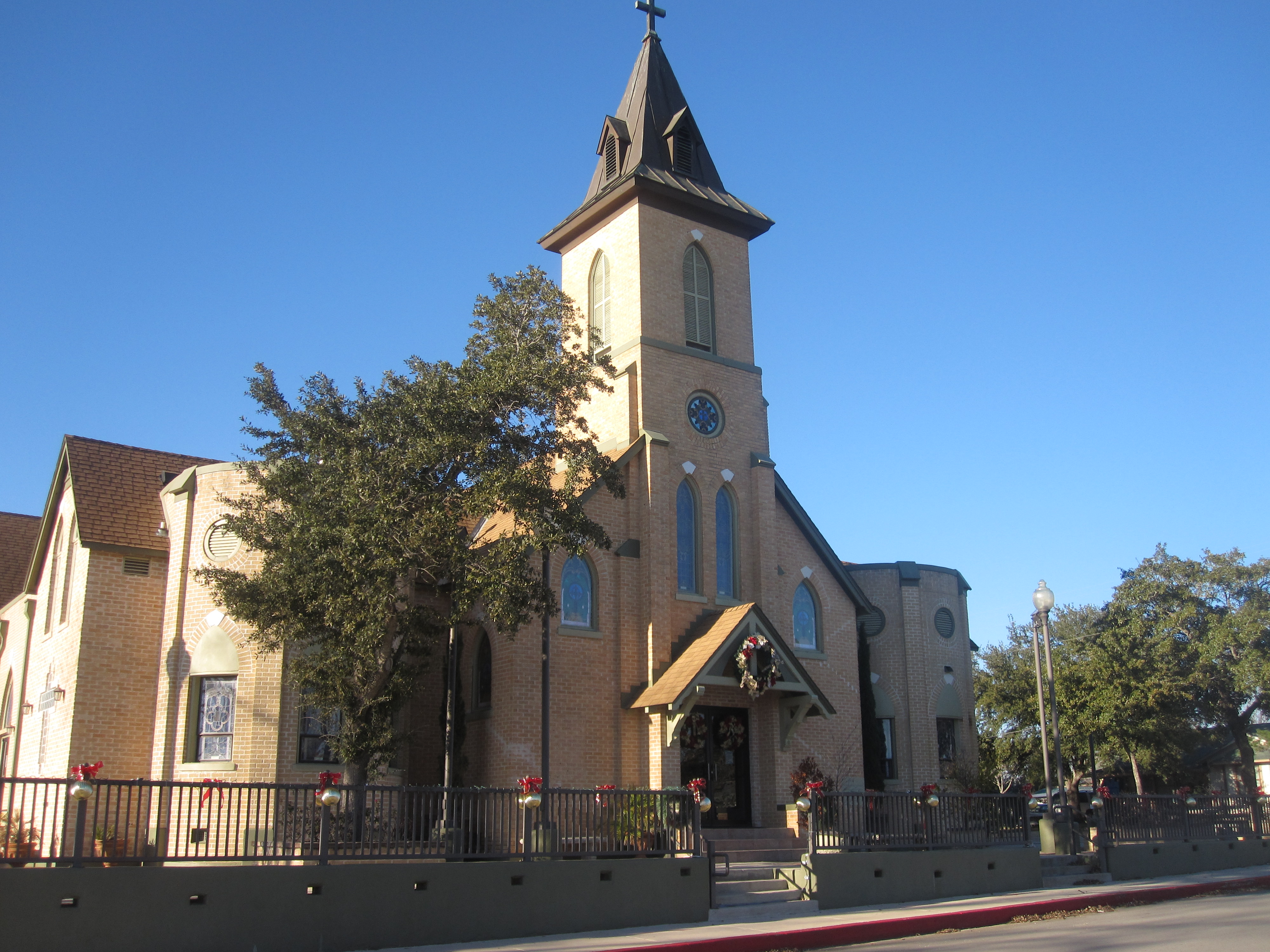
Католическая церковь Пресвятого Сердца.